# Anne Frasier
Anne Frasier (Burlington, 1954), conocida también como Theresa Weir, es una novelista estadounidense, autora de más de viente libros y numerosos relatos en los géneros de suspenso, fantasía contemporánea y misterio. Sus obras han sido publicadas por compañías editoriales como Penguin, Simon & Schuster, HarperCollins y Random House, entre otras.

## Obras

### Como Anne Frasier
- Hush (2002, superventas de USA Today)
- Sleep Tight (2003)
- Play Dead (2004, superventas de USA Today)
- Before I Wake (2005)
- Pale Immortal (2006)
- Garden of Darkness (2007)
- Santa's Little Helper (2009)
- The Lineup, Poems on Crime, Home (2010)
- Crack House (2010)
- The Replacement (2011)
- Red Cadillac (2012)
- Woman in a Black Veil (2012)
- Dark: Volume 1 (2012)
- Dark: Volume 2 (2012)
- Black Tupelo (2012)
- Girls from the North Country (2012)
- Made of Stars (2012
- From the Indie Side (2014)
- The Body Reader (2016)
- The Body Counter (2018)
- The Body Keeper (2019)[4]
- Find Me (2020)[5]

### Como Theresa Weir
- The Forever Man (1988)
- Amazon Lily (1988)
- Loving Jenny (1989)
- Pictures of Emily (1990)
- Iguana Bay (1990)
- Forever (1991)
- Last Summer (1992)
- One Fine Day (1994)
- Long Night Moon (1995)
- American Dreamer (1997)
- Some Kind of Magic (1998)
- Cool Shade (1998)
- Bad Karma (1999)
- Max Under the Stars (2010)
- The Orchard (2011)
- The Man Who Left (2012)
- Girl with the Cat Tattoo (2012)
- Come As You Are (2013)
- Geek with the Cat Tattoo (2013)
- Come As You Are (2013)
- He's Come Undone (2014)